# Dragon Ball Z: Supersonic Warriors
Dragon Ball Z: Supersonic Warriors (ドラゴンボールZ 舞空闘劇 Doragon Bōru Zetto Bukū Tōgeki?) es un videojuego de lucha exclusivo para Game Boy Advance basado en la popular serie de anime de Dragon Ball Z. Desarrollado por Cavia inc. y distribuido por Atari, llegó al mercado japonés en marzo de 2004, al mercado estadounidense en junio de 2004 y al mercado europeo en agosto de 2004. El juego cuenta además con una secuela en Nintendo DS titulada Dragon Ball Z: Supersonic Warriors 2.

## Personajes
Existe la posibilidad de manejar hasta 13 personajes diferentes del mundo de Dragon Ball Z. A la hora de elegir personaje, es también posible elegir entre 3 niveles de fuerza diferentes.
Los personajes son:
- Goku
- Gohan
- Piccolo
- Krilin
- Vegeta
- Trunks del futuro
- Capitán Ginyu
- Freezer
- A-18
- Dr. Gero
- Cell
- Majin Buu
- Gotenks

## Modo Historia
Los modos historia presentan las sagas del anime Dragon Ball Z e historias alternas a esta y sus descripciones a continuación son:
GOKU: Es la misma historia del anime ya mencionado anteriormente, solo que con unos pequeños detalles que son: Goku y Vegeta luchan juntos contra Ginyu y Freezer, después Goku conoce a A-18  y Piccolo pelea contra Dr Gero, Goku no muere en la  Saga de Cell y ayuda a Gohan con el kamehameha.
VEGETA: Esta historia es alterna al anime ya que el que muere es Goku al proteger a Vegeta del ataque de Freezer y así se transforma en el legendario Súper Saiyayin y se convierte en el más poderoso del universo y el protector de la Tierra y derrota el mismo a los androides (con ayuda de Trunks del futuro), Cell, Goku, Majin Boo y Súper Boo (con ayuda de Goku).
GOHAN: Se convierte en el protector de la tierra después de que Goku muriera asesinado por androide 20 (Dr Gero).
Piccolo: Salva a Namek ya que Goku jamás llegó para transformarse en super saiyayin y derrotar a Freezer, Goku muere al ser asesinado por Piccolo con un mankankosapo para derrotar a Cell.

### Z Modo Batalla
En este modo torneo, eliges un equipo o un personaje individual y libras un torneo completo. Para ganar un torneo de Batalla Z hay que derrotar a toda una serie de oponentes, ganando dinero una vez completado. Se pueden ver las 5 mejores puntuaciones para cada tipo de batalla yendo al menú de opciones y seleccionando "Ranking".

### Modo Desafío
Escoge entre uno y tres personajes para enfrentarlos a un equipo de tres oponentes predeterminados. Recibirás un premio en dinero si derrotas con éxito a todos los equipos oponentes.

### Modo Batalla Libre
Combate en solitario o en equipo contra los oponentes que quieras. En este modo, al ganar una batalla no se gana dinero.

### Modo Entrenamiento
En este modo podrás aprender técnicas básicas y avanzadas y perfeccionar tus habilidades. En este modo existen 2 submodos:
- Práctica: Aquí podrás probar movimientos especiales contra un oponente concreto, escogiendo unos parámetros de combate específicos.
- Tutorial: Aquí podrás recibir una demostración paso a paso de los movimientos de combate.

### Duelo
En este modo podrás combatir contra tus amigos mediante un cable Game Link de Game Boy Advance. Cada jugador debe tener un cartucho de juego y una Game Boy Advance.

### Opciones
A través de este modo podrás acceder a las siguientes opciones de juego:
- Configuración: en este apartado podrás modificar la dificultad, activar o desactivar la música de fondo y activar o desactivar los efectos de sonido.
- Tienda: una vez que ganes dinero en la batalla, podrás comprar personajes nuevos y de mayor nivel, habiendo tres niveles disponibles para cada personaje. También se puede comprar sagas, los niveles de dificultad "difícil" e "infernal", y la opción de museo.
- Ranking: Este modo muestra las cinco mejores puntuaciones del "Z Modo Batalla" en los combates 1 contra 1 y en equipo.
- Museo: Para poder acceder a esta opción primero hay que comprarla en la tienda. En el museo es posible oír 180 muestras de voz de los personajes, 25 melodías de fondo, 54 efectos de sonido del juego y ver 23 ilustraciones de Dragon Ball Z.

## Recepción
El juego recibió reseñas generalmente mixtas a positivas de parte de los críticos especializados desde su lanzamiento.